# Lala Sloatman
Lala Cassandra Sloatman (Winter Park, 12 ottobre 1970) è una modella, attrice e costumista statunitense.
Suo zio era il musicista Frank Zappa e i suoi cugini sono Ahmet, Diva, Moon e Dweezil Zappa. Spesso è stata accreditata con il solo nome e a volte come Lala Zappa.

## Biografia

### Giovinezza
Lala è nata a Winter Park, in Florida, figlia di John Sloatman III, un Marine di seconda generazione, la cui sorella Gail era la moglie del musicista rock Frank Zappa. Sloatman si trasferì a Santa Barbara, in California, e successivamente a Los Angeles. Ha numerosi fratellastri da entrambi i genitori.

### Carriera
Lala ha esordito come attrice nel 1988 nel film Tequila Connection. In quegli anni ha recitato in Alterazione genetica (1988) e Un piccolo sogno (1989) insieme al suo fidanzato di allora Corey Haim. Haim l'ha suggerita personalmente per il ruolo principale in un terzo film, La banda dei Rollerboys (1991), ma alla fine il ruolo venne dato a Patricia Arquette. Altri film in cui recitò la Sloatman sono Bunny Bunny Bunny (un cortometraggio interpretato da sua cugina Moon e Kyle Richards), Pump Up the Volume - Alza il volume (1990), Dragon - La storia di Bruce Lee  (1993), Cityscrapes: Los Angeles (1996), Manfast (2003) e Somewhere (2010).

### Vita privata
L'8 settembre 1996 si è sposata con il cantante dei Black Crowes Chris Robinson. La coppia, che ha avuto una figlia Lula Henrietta, ha divorziato il 12 febbraio 1998..

## Filmografia

### Attrice
- Tequila Connection (Tequila Sunrise), regia di Robert Towne (1988)
- Alterazione genetica (Watchers), regia di Jon Hess (1988)
- Un piccolo sogno (Dream a Little Dream), regia di Marc Rocco (1989)
- Joe contro il vulcano (Joe Versus the Volcano), regia di John Patrick Shanley (1990)
- Cityscrapes, regia di Michael Becker – cortometraggio (1990)
- Le avventure di Ford Fairlane (The Adventures of Ford Fairlane), regia di Renny Harlin (1990)
- Pump Up the Volume - Alza il volume (Pump Up the Volume), regia di Allan Moyle (1990)
- Dragon - La storia di Bruce Lee (Dragon: The Bruce Lee Story), regia di Rob Cohen (1993)
- Amityville: A New Generation, regia di John Murlowski (1993) – uscito in home video
- Cityscrapes: Los Angeles, regia di Michael Becker (1996)
- Pauly Shore Is Dead, regia di Pauly Shore (2003)
- Net Games, regia di Andrew Van Slee (2003)
- Manfast, regia di Tara Judelle (2003)
- Somewhere, regia di Sofia Coppola (2010)

### Doppiatrice
- Buy One, Get One Free*, regia di Charlie Bean, Don Shank e Carey Yost – cortometraggio (1996)
- The Twisted Tales of Felix the Cat – serie TV, 1 episodio (1996)
- The What a Cartoon Show – serie TV, 1 episodio (1996)